# Banorte
Grupo Financiero Banorte, S.A.B. de C.V., Banorte eller Ixe er en mexicansk bank og finanskoncern med hovedkvarter i Monterrey og Mexico City..
Grupo Financiero Banorte's banker drives under mærker som Banorte og Ixe og tilbyder en universel bankforetning. Banorte har 1.269 filialer og 7.297 pengeautomater i Mexico.